# Excatedral de San Juan de Mata y San Félix de Valois
La Catedral de San Juan de Mata y San Félix de Valois o simplemente Iglesia Trinitaria (en eslovaco: Katedrála sv. Jána a sv. Felixa z Valois) Es una iglesia católica de estilo barroco en la plaza Župné námestie del distrito antiguo de Bratislava, la capital de Eslovaquia.
La iglesia fue construida en el sitio de la antigua iglesia de San Miguel, que fue demolida en 1529, junto con el asentamiento de San Miguel, durante las guerras otomanas, junto con otros suburbios, con el fin de ver prepararse mejor para los ataques turcos.  La Orden Trinitaria inició la construcción de la iglesia en 1717 y fue santificado en 1727, aunque el trabajo en el interior continuó durante la primera mitad del siglo XVIII. 
De 2003 a 2009, la iglesia fue la catedral del ordinariato militar de Eslovaquia.

## Véase también

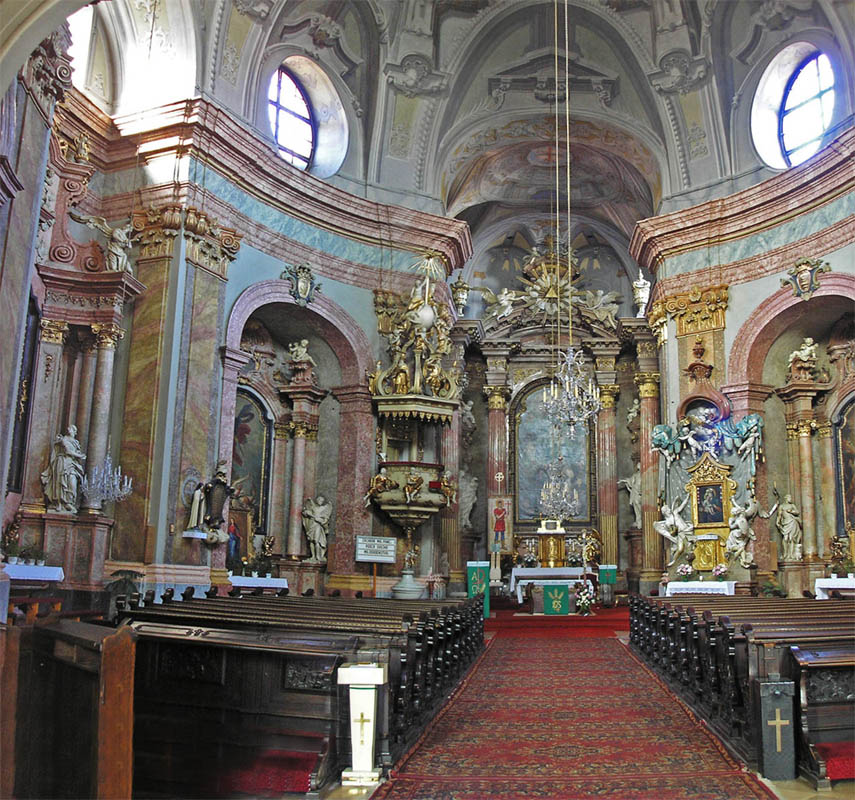
Vista interna